# Valegro
Valegro (* 5. Juli 2002) ist ein außergewöhnlich erfolgreiches Dressurpferd, das von der britischen Reiterin Charlotte Dujardin im Sport vorgestellt wurde. Seine aktive Turnierkarriere beendete der Wallach mit dem Stallnamen „Blueberry“ 2016 gesund im Alter von 14 Jahren.
Er ist zweifacher Weltmeister und gewann sowohl den Grand Prix Special als auch die Grand Prix Kür bei den Weltreiterspielen 2014. Auch bei Olympischen Spielen, im Weltcup und bei Europameisterschaften feierte der in den Niederlanden gezogene Wallach gemeinsam mit seiner Reiterin zahlreiche Erfolge.

## Sportlaufbahn
Dujardin arbeitete in Carl Hesters Stall in Newent, Gloucestershire als Pferdepflegerin, als ihr die Möglichkeit geboten wurde einen jungen Niederländischen Warmblutwallach, der Hester und Roly Luard gehörte, auszubilden. Es war ursprünglich geplant, dass Hester später den Wallach auf Turnieren vorstellen sollte.
Dujardin und Valegro gewannen mit der britischen Equipe bei den Europameisterschaften in Rotterdam 2011 die Goldmedaille. In diesem Jahr gewann das Paar auch die FEI Dressurweltcup-Etappe bei der Olympia London International Horse Show.
Seit dem CDI Kapellen im Januar 2012 ist Valegro ungeschlagen.
Im April 2012 stellte das Paar einen Weltrekord für den olympischen Grand Prix Special mit 88,022 % auf.
Bei den Olympischen Sommerspielen 2012 vertraten sie das Vereinigte Königreich, und stellten mit 83,784 % in der ersten Runde einen neuen olympischen Rekord im Grand Prix auf. Am 7. August 2012 gewann das Paar zusammen mit der britischen Equipe im Teamwettbewerb die Goldmedaille. Zwei Tage später gewann das Paar die Goldmedaille im Einzelwettbewerb mit einer Wertung von 90,089%.
Bei den Europameisterschaften 2013 in Herning, gewannen Valegro und Dujardin den Grand Prix und den Grand Prix Special mit 85,94 % und 85,69 %.
Bei London Olympia 2013 überbot das Paar den Grand Prix Freestyle Weltrekord von Edward Gal und Moorlands Totilas um fast 2 % und stellten einen neuen Rekord von 93,975 % auf. Bei London Olympia 2014 verbesserte Valegro seinen eigenen Weltrekord im Grand Prix Kür (94,3 %) und seinen Weltrekord im Grand Prix (87,46 %).
Valegro gewann mit Dujardin im Sattel bei den Olympischen Sommerspielen 2016 in Rio die Goldmedaille in der Einzeldressur mit der Wertung von 93,857 %. Zusammen mit der britischen Equipe gewannen sie die Silbermedaille in Rio.
2016 veröffentlichte Breyer eine Modellfigur von Valegro.

## Abschied aus dem Sport
Am 14. Dezember 2016 wurde Valegro aus dem Sport verabschiedet. Bei der London International Horse Show 2016 lieferte er zusammen mit Charlotte Dujardin seine Abschiedsvorstellung, die live von der BBC übertragen wurde. Bei der Vorstellung waren auch seine Besitzer sowie Groom Alan Davies zugegen.

## Abstammung
Furioso II ist der Urgroßvater von Valegros Mutter Maifleur.
| Vater Negro Rappe, 168 cm, 1995, KWPN, NLD003NL9502451 | Ferro Rappe, 170 cm, 1987, KWPN    | Ulft Brauner, 165 cm, 1978, KWPN             | Le Mexico Fuchs, 169 cm, 1970, Selle Francais         |
| Vater Negro Rappe, 168 cm, 1995, KWPN, NLD003NL9502451 | Ferro Rappe, 170 cm, 1987, KWPN    | Ulft Brauner, 165 cm, 1978, KWPN             | Pia Rappe, 164 cm, 1974, KWPN                         |
| Vater Negro Rappe, 168 cm, 1995, KWPN, NLD003NL9502451 | Ferro Rappe, 170 cm, 1987, KWPN    | Brenda Braune, 165 cm, 1983, KWPN            | Farn Brauner, 169 cm, 1959, Holsteiner                |
| Vater Negro Rappe, 168 cm, 1995, KWPN, NLD003NL9502451 | Ferro Rappe, 170 cm, 1987, KWPN    | Brenda Braune, 165 cm, 1983, KWPN            | Upianna 1978, KWPN                                    |
| Vater Negro Rappe, 168 cm, 1995, KWPN, NLD003NL9502451 | Fewrie Fuchs, 164 cm, 1987, KWPN   | Variant Fuchs, 1979, KWPN                    | Afrikaner Brauner, 163 cm, 1969, Englisches Vollblut  |
| Vater Negro Rappe, 168 cm, 1995, KWPN, NLD003NL9502451 | Fewrie Fuchs, 164 cm, 1987, KWPN   | Variant Fuchs, 1979, KWPN                    | Lilium Fuchs, 1970, KWPN                              |
| Vater Negro Rappe, 168 cm, 1995, KWPN, NLD003NL9502451 | Fewrie Fuchs, 164 cm, 1987, KWPN   | Mewri 1971, Gelderländer                     | Gondelier Brauner, 161 cm, 1965, Gelderländer         |
| Vater Negro Rappe, 168 cm, 1995, KWPN, NLD003NL9502451 | Fewrie Fuchs, 164 cm, 1987, KWPN   | Mewri 1971, Gelderländer                     | Geerrie Braune, 1965, Gelderländer                    |
| Mutter Maifleur Fuchs, 170 cm, 1994, KWPN              | Gershwin Fuchs, 175 cm, 1988, KWPN | Voltaire Brauner, 168 cm, 1979, Hannoveraner | Furioso II Fuchs, 168 cm, 1965, Selle Francais        |
| Mutter Maifleur Fuchs, 170 cm, 1994, KWPN              | Gershwin Fuchs, 175 cm, 1988, KWPN | Voltaire Brauner, 168 cm, 1979, Hannoveraner | Gogo Möve Braune, 163 cm, 1975, Hannoveraner          |
| Mutter Maifleur Fuchs, 170 cm, 1994, KWPN              | Gershwin Fuchs, 175 cm, 1988, KWPN | Aphrodite 1982, KWPN                         | Nimmerdor Rappe, 168 cm, 1972, KWPN                   |
| Mutter Maifleur Fuchs, 170 cm, 1994, KWPN              | Gershwin Fuchs, 175 cm, 1988, KWPN | Aphrodite 1982, KWPN                         | Cleopatra Schimmel, 164 cm, 1961, KWPN                |
| Mutter Maifleur Fuchs, 170 cm, 1994, KWPN              | Weidyfleur 1980, KWPN              | Heidelberg Fuchs, 167 cm, 1966, Holsteiner   | Ladykiller Brauner, 165 cm, 1961, Englisches Vollblut |
| Mutter Maifleur Fuchs, 170 cm, 1994, KWPN              | Weidyfleur 1980, KWPN              | Heidelberg Fuchs, 167 cm, 1966, Holsteiner   | Insterburg Brauner, 161 cm, 1950, Holsteiner          |
| Mutter Maifleur Fuchs, 170 cm, 1994, KWPN              | Weidyfleur 1980, KWPN              | Petit Fleur Braune, 160 cm, 1974, KWPN       | Frappant Fuchs, 169 cm, 1964, Selle Francais          |
| Mutter Maifleur Fuchs, 170 cm, 1994, KWPN              | Weidyfleur 1980, KWPN              | Petit Fleur Braune, 160 cm, 1974, KWPN       | Marry Braune, 165 cm 1971, KWPN                       |